# Destroy What You Enjoy
| Оценки критиков          | Оценки критиков |
| Источник                 | Оценка          |
| ------------------------ | --------------- |
| Allmusic                 | [ 4 ]           |
| Canadian Online Explorer | (негативно)     |
| PopMatters               | [ 1 ]           |

Destroy What You Enjoy (в пер. с англ. Уничтожь то, чем наслаждался) — пятый студийный альбом американской рок-группы Powerman 5000, выпущенный лейблом DRT Entertainment 1 августа 2006 года.
Запись альбома проходила в период с 2005 по 2006 в студии Hobby Shop в Лос-Анджелесе. В музыкальном отношении Destroy What You Enjoy не похож на прочие релизы группы; в отличие от предыдущих альбомов, исполненных в стиле индастриал-метал и ню-метал, эта пластинка ориентирована на панк-рок и поп-панк. Отход от привычного стиля был негативно воспринят музыкальными изданиями и сказался на продажах альбома.

## Список композиций
1. «Construction of the Masses Pt. 1»
2. «Destroy What You Enjoy»
3. «Return to the City of the Dead»
4. «Wild World»
5. «Enemies»
6. «Murder»
7. «Now That’s Rock 'N Roll»
8. «All My Friends Are Ghosts»
9. «Walking Disaster»
10. «Who Do You Think You Are?»
11. «Construction of the Masses Pt. 2»
12. «Miss America»
13. «Heroes and Villains (Live)»

## Участники записи
- Spider One — вокал
- Терри Корсо — гитара
- Скотт Джиллмен — орган Хаммонда
- Дони Хейтли — гитара, бэк-вокал
- Джон Хейнтс — мастеринг
- Эдриан Ост — барабан, бэк-вокал
- Дэвид Шиффман — микширование
- Мириам Сантос-Каида — фотограф

## Позиции в чартах
| Чарт (2006)            | Высшая позиция |
| ---------------------- | -------------- |
| Top Independent Albums | 5              |
| Billboard 200          | 120            |